# Fokker F.XXII
De Fokker F.XXII (ook wel Fokker F.22) is een vliegtuig van de vliegtuigfabrikant Fokker uit de jaren dertig. De F.XXII is een viermotorige hoogdekker. Het toestel is ontworpen als een passagiersvliegtuig en kon in die hoedanigheid een maximum van 22 passagiers vervoeren (in tegenstelling tot de F.XXXVI exclusief de bemanning), vandaar ook de nummering. De F.XXII maakte in 1935 zijn eerste vlucht.
De F.XXII was in feite een verkleinde Fokker F.XXXVI en was ook gebouwd volgens de conventionele methode met een houten frame en zonder inklapbaar landingsgestel. De Zweedse luchtvaartmaatschappij AB Aerotransport (ABA) was zeer geïnteresseerd in het concept van de F.XXXVI, maar vond het vliegtuig alleen veel te groot. De ABA had liever een kleiner viermotorig vliegtuig, dat ze op haar Europese net wilde inzetten. Anthony Fokker vond één afnemer echter niet genoeg om te beginnen aan de bouw van dit vliegtuig, en daarom werd een overeenkomst gesloten met de KLM. Die was gemakkelijk te interesseren omdat zij al met Fokker in onderhandeling was over een viermotorige uitvoering van de Fokker F.XVIII.

## De vier F.XXII's

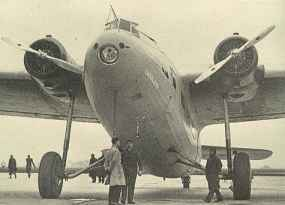
De F.XXII "Lapland" van ABA van de voorzijde, vooral het grote landingslicht valt op.

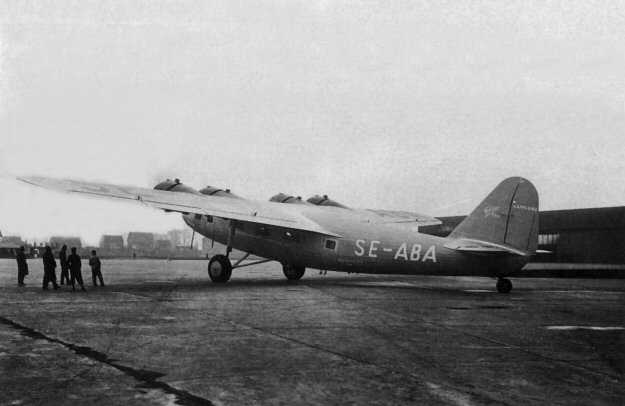
De F.XXII "Lapland" van ABA vanaf de achterzijde.

Er zijn door Fokker vier F.XXII's gebouwd, waarvan drie voor de KLM en een voor het Zweedse AB Aerotransport (ABA). De PH-AJQ "Kwikstaart", een van de F.XXII's van de KLM, crashte op 14 juli 1935 op de lijnvlucht van Amsterdam (via Hamburg en Kopenhagen) naar Malmö even buiten het Schipholgebied, slechts drie maanden na aflevering van het toestel door Fokker. Van de twintig inzittenden (vijf bemanningsleden en vijftien passagiers) overleefden veertien personen de ramp. Vier bemanningsleden, onder wie de gezagvoerder Heinz Silberstein, de marconist G.F. Nieboer en de mecano's G. Brom en van L.J. van Dijk, alsmede twee Engelse passagiers kwamen bij deze vliegramp om het leven. Steward J. Haberer overleefde het ongeluk. De aan ABA geleverde F.XXII "Lapland" maakte in juni 1936 door een vergissing van de piloot een mislukte landing op het vliegveld van Malmö. Hierbij vielen geen dodelijke slachtoffers, maar het vliegtuig raakte wel onherstelbaar beschadigd.
De beide overgebleven F.XXII's van de KLM, zijn in 1939 samen met de F.XXXVI, aan Britse partijen verkocht. De "Roerdomp" kwam in dienst bij de British American Air Service en de "Papegaai" belandde bij Scottish Aviation. Beide machines werden in oktober 1941 ingelijfd bij de Royal Air Force en dienden daarna als vliegende klaslokalen voor de Air Observers Navigation School. Op 3 juli] 1943 verongelukte de "Roerdomp" toen er tijdens de vlucht brand uitbrak. De "Papegaai" was op dat moment al onbruikbaar vanwege een motorbrand op 3 april 1943, maar werd na de oorlog weer overgedragen aan Scottish Aviation. Die nam het toestel na een grondige opknapbeurt op 18 oktober 1946 weer in dienst als verkeersvliegtuig. In de beschildering van Scottish Airlines, maar gehuurd door British European Airways (BEA), vloog het tot augustus 1947 op de route Prestwick-Belfast. Daarna werd het aan Nederland aangeboden, maar dat werd afgewezen vanwege gebrek aan geld en opslagruimte. In 1953 werd de laatste F.XXII verbrand.